# Rachel Quon
Rachel Moy Quon (* 21. Mai 1991 in Los Angeles, Kalifornien) ist eine US-amerikanisch-kanadische Fußballspielerin.

## Karriere

### Verein
Im Januar 2013 wurde Quon beim College-Draft zur neugegründeten NWSL in der zweiten Runde an neunter Position von Chicago verpflichtet. Ihr Ligadebüt gab sie am 14. April 2013 gegen den Seattle Reign FC. Vor der Saison 2016 verließ Quon die Red Stars.

### Nationalmannschaft
Quon durchlief alle Nachwuchsmannschaften des US-amerikanischen Fußballverbandes. Im Mai 2013 wurde sie für ein Freundschaftsspiel gegen die USA erstmals in den Kader der kanadischen Nationalmannschaft berufen und debütierte schließlich am 5. März 2014 im Rahmen des Zypern-Cup für Kanada.